# Memoriał Alfreda Smoczyka 1954
IV Memoriał Alfreda Smoczyka - memoriał żużlowy, który odbył się 8 sierpnia 1954. Zwyciężył Andrzej Krzesiński z Unii Leszno.

## Wyniki
- 8 sierpnia 1954 r. (niedziela), Stadion im. Alfreda Smoczyka (Leszno)

| Msc. | Zawodnik                     | Klub                  | Pkt |              |  |
| ---- | ---------------------------- | --------------------- | --- | ------------ |  |
| 1    | (4) Andrzej Krzesiński       | Unia Leszno           | 11  | (3,3,3,2)    |  |
| 2    | (2) Janusz Suchecki          | Budowlani Warszawa    | 10  | (2,3,3,2)    |  |
| 3    | (8) Włodzimierz Szwendrowski | Ogniwo Łódź           | 10  | (2,3,2,3)    |  |
| 4    | (9) Eugeniusz Nazimek        | Gwardia Bydgoszcz     | 8   | (3,ns,3,2)   |  |
| 5    | (12) Edward Kupczyński       | Spójnia Wrocław       | 8   | (1,3,1,3)    |  |
| 6    | (6) Józef Olejniczak         | Unia Leszno           | 6   | (0,2,3,1)    |  |
| 7    | (3) Zbigniew Raniszewski     | Gwardia Bydgoszcz     | 6   | (2,0,3,1)    |  |
| 8    | (13) Marian Kaznowski        | Włókniarz Częstochowa | 4   | (2,2,u,ns)   |  |
| 9    | (10) Stanisław Glapiak       | Unia Leszno           | 4   | (1,1,1,1)    |  |
| 10   | (1) Tadeusz Fijałkowski      | Budowlani Warszawa    | 2   | (2,ns,ns,ns) |  |
| 11   | (5) Mieczysław Połukard      | Spójnia Wrocław       | 2   | (0,0,1,1)    |  |
| 12   | (11) Florian Kapała          | Kolejarz Rawicz       | 1   | (1,0,ns,ns)  |  |
| 13   | (7) Bernard Kacperak         | Włókniarz Częstochowa | 0   | (0,0,0,ns)   |  |
|      | (R1) Alojzy Frach            | Spójnia Wrocław       | 4   |              |  |